# Oppdal
Oppdal là một đô thị hạt Trøndelag, Na Uy. Nó là một phần của khu vực Dovre. Trung tâm hành chính của đô thị này là làng Aune. Oppdal được thành lập như khu đô thị ngày 1 tháng 1 năm 1838 (xem formannskapsdistrikt).
Thị xã Oppdal nằm trong một thung lũng bao quanh bởi các dãy núi.
Hình thức tên gọi theo tiếng Na Uy cổ là Uppdalr. Yếu tố đầu tiên là UPP có nghĩa là "trên" và các yếu tố cuối cùng là dalr có nghĩa là "thung lũng" hoặc "dale".
Huy hiệu có từ thời hiện đại, được cấp vào 19 tháng 2 năm 1982. 